# Saison 2020-2021 de l'ECHL
Navigation
2019-2020 2021-2022
La saison 2020-2021 est la 33e saison de l'ECHL. La saison régulière se déroule du 11 décembre 2020 au 6 juin 2021 et est suivie par les séries éliminatoires de la Coupe Kelly.

## Saison régulière

### Contexte
En raison de l'incertitude liée au fait de pouvoir organiser des matchs dans certains endroits en raison de la pandémie de COVID-19, plusieurs équipes membres n'ont pas pu confirmer leur participation pour cette saison et le début de la saison a été retardé. En octobre 2020, treize équipes ont confirmé leur intention de commencer à jouer en décembre 2020, d'autres espérant revenir en janvier 2021. Toutes les équipes avaient un délai pour se retirer volontairement de la saison avant le 30 novembre  mais deux équipes avaient obtenu des délais plus long : les Komets de Fort Wayne et les Walleye de Toledo. Les Komets et les Walleye ont ensuite été autorisés à reporter leur début de saison en février.
Au 7 décembre, onze équipes se sont retirées volontairement de cette saison : les Thunder de l'Adirondack, les Gladiators d'Atlanta, les Beast de Brampton, les Cyclones de Cincinnati, les Steelheads de l'Idaho, les Wings de Kalamazoo, les Mariners du Maine, les Growlers de Terre-Neuve, les Admirals de Norfolk, les Royals de Reading et les Railers de Worcester. Le  5 janvier 2021, la ligue annonce que Todelo ne participera pas à  la saison mais que Fort Wayne débutera sa saison le 12 février. La ligue a annoncé un alignement par conférence.
Pendant la saison, le Beast de Brampton cessent ses activités le 18 février 2021.

### Classements
| Clt   | Équipe                          | PJ | V  | D  | DP | DF | BP  | BC  | Pts | % pts |
| ----- | ------------------------------- | -- | -- | -- | -- | -- | --- | --- | --- | ----- |
| +001, | Everblades de la Floride        | 69 | 42 | 19 | 5  | 3  | 233 | 193 | 92  | .667  |
| +002, | Swamp Rabbits de Greenville     | 72 | 38 | 19 | 12 | 3  | 210 | 204 | 91  | .632  |
| +003, | Fuel d'Indy                     | 69 | 37 | 24 | 8  | 0  | 204 | 199 | 82  | .594  |
| +004, | Stingrays de la Caroline du Sud | 70 | 34 | 23 | 10 | 3  | 216 | 212 | 81  | .579  |
| +005, | Solar Bears d'Orlando           | 72 | 36 | 29 | 6  | 1  | 218 | 232 | 79  | .549  |
| +006, | Icemen de Jacksonville          | 71 | 34 | 30 | 3  | 4  | 205 | 212 | 75  | .528  |
| +007, | Nailers de Wheeling             | 68 | 22 | 39 | 6  | 1  | 196 | 241 | 51  | .375  |

| Clt   | Équipe                   | PJ | V  | D  | DP | DF | BP  | BC  | Pts | % pts |
| ----- | ------------------------ | -- | -- | -- | -- | -- | --- | --- | --- | ----- |
| +001, | Americans d'Allen        | 72 | 45 | 23 | 3  | 1  | 236 | 196 | 94  | .653  |
| +002, | Thunder de Wichita       | 71 | 41 | 22 | 6  | 2  | 218 | 190 | 90  | .634  |
| +003, | Komets de Fort Wayne     | 51 | 29 | 17 | 3  | 2  | 170 | 136 | 63  | .618  |
| +004, | Grizzlies de l'Utah      | 72 | 35 | 26 | 5  | 6  | 207 | 219 | 81  | .563  |
| +005, | Oilers de Tulsa          | 72 | 30 | 28 | 11 | 3  | 180 | 203 | 74  | .514  |
| +006, | Mavericks de Kansas City | 72 | 31 | 31 | 8  | 2  | 205 | 226 | 72  | .500  |
| +007, | Rush de Rapid City       | 71 | 32 | 35 | 3  | 1  | 197 | 232 | 68  | .479  |

- Champion de la saison régulière
- Champion de conférence en saison régulière
- Qualifié pour les séries

## Séries éliminatoires
|  | Demi-finale de conférence | Demi-finale de conférence | Demi-finale de conférence |            |            | Finale de conférence | Finale de conférence | Finale de conférence |  |  | Finale de la Coupe Kelly | Finale de la Coupe Kelly | Finale de la Coupe Kelly |
|  |                           |                           |                           |            |            |                      |                      |                      |  |  |                          |                          |                          |
|  | E1                        | Floride                   | 2                         |            |            |                      |                      |                      |  |  |                          |                          |                          |
|  | E4                        | Caroline du Sud           | 3                         |            |            |                      |                      |                      |  |  |                          |                          |                          |
|  | E4                        | Caroline du Sud           | 3                         |            | E4         | Caroline du Sud      | 3                    |                      |  |  |                          |                          |                          |
|  | Association de l'Est      |                           |                           |            | E4         | Caroline du Sud      | 3                    |                      |  |  |                          |                          |                          |
|  |                           | E2                        | Greenville                | 1          |            |                      |                      |                      |  |  |                          |                          |                          |
|  | E2                        | E2                        | Greenville                | 1          | Greenville | 3                    |                      |                      |  |  |                          |                          |                          |
|  | E2                        |                           |                           |            | Greenville | 3                    |                      |                      |  |  |                          |                          |                          |
|  | E3                        | Indy                      | 1                         |            |            |                      |                      |                      |  |  |                          |                          |                          |
|  |                           |                           |                           |            |            |                      |                      |                      |  |  | E4                       | Caroline du Sud          | 1                        |
|  |                           |                           | O3                        | Fort Wayne | 3          |                      |                      |                      |  |  |                          |                          |                          |
|  | O1                        | Allen                     | 3                         |            |            |                      |                      |                      |  |  |                          |                          |                          |
|  | O4                        | Utah                      | 0                         |            |            |                      |                      |                      |  |  |                          |                          |                          |
|  | O4                        | Utah                      | 0                         |            | O1         | Allen                | 1                    |                      |  |  |                          |                          |                          |
|  | Association de l'Ouest    |                           |                           |            | O1         | Allen                | 1                    |                      |  |  |                          |                          |                          |
|  |                           | O3                        | Fort Wayne                | 3          |            |                      |                      |                      |  |  |                          |                          |                          |
|  | O2                        | O3                        | Fort Wayne                | 3          | Wichita    | 2                    |                      |                      |  |  |                          |                          |                          |
|  | O2                        |                           |                           |            | Wichita    | 2                    |                      |                      |  |  |                          |                          |                          |
|  | O3                        | Fort Wayne                | 3                         |            |            |                      |                      |                      |  |  |                          |                          |                          |